# Florian Schabereiter
Florian Schabereiter, né le 10 février 1991 à Leoben, est un sauteur à ski autrichien.

## Biographie
Il prend part à ses premiers concours au niveau international en 2006. Durant la saison 2007-2008, il obtient ses premiers podiums dans la Coupe FIS. Un an plus tard, il commence dans la Coupe continentale, montant rapidement sur son premier podium à Liberec, avant de gagner le titre de champion du monde junior en 2009 et en 2010, édition où il finit aussi cinquième en individuel. Juste après, il fait ses débuts dans la Coupe du monde à Willingen, où il marque directement ses premiers points avec une 26e place, avant de monter, le lendemain, sur son unique podium dans une épreuve par équipes. Il finit l'hiver par une victoire en Coupe continentale à Ruka.
En 2012, alors qu'il sort de deux saisons sans résultat important, du fait d'une maladie, il prend sa retraite sportive à seulement 21 ans.
Dès 2013, il devient entraîneur dans l'équipe féminine d'Autriche de saut à ski et en 2018-2019 dans l'équipe masculine.

## Palmarès

### Coupe du monde
- Meilleur classement général : 77e en 2010.
- Meilleur résultat individuel : 26e.
- 1 podium par équipes : 1 troisième place.

#### Classements en Coupe du monde
| Année     | Classement général final |
| 2009-2010 | 77e                      |

### Championnats du monde junior
| Épreuve / Édition | Strbske Pleso 2009 | Hinterzarten 2010 |
| Individuel        | 14e                | 5e                |
| Par équipes       | Or                 | Or                |

### Coupe continentale
- 8e du classement général en 2010.
- 5 podiums, dont 1 victoire.